# The Gearagh SAC
The Gearagh SAC este o arie protejată (arie specială de conservare — SAC, sit de importanță comunitară — SCI) din Irlanda întinsă pe o suprafață de 554,17 ha, integral pe uscat.

## Localizare
Centrul sitului The Gearagh SAC este situat la coordonatele 51°52′56″N 8°59′03″W / 51.882129°N 8.984193°V.

## Înființare
Situl The Gearagh SAC a fost declarat sit de importanță comunitară în noiembrie 1997 pentru a proteja 10 specii de animale. Situl a fost protejat și ca arie specială de conservare în octombrie 2019.

## Biodiversitate
Situată în ecoregiunea atlantică, aria protejată conține 4 habitate naturale: Cursuri de apă de la nivel de câmpie la nivel montan, cu vegetație Ranunculion fluitantis și Callitricho-Batrachion, Râuri cu maluri nămoloase cu vegetație de Chenopodion rubri p.p. și Bidention p.p., Păduri de stejar sesil bătrân cu Ilex și Blechnum în Insulele Britanice, Păduri aluvionare cu Alnus glutinosa și Fraxinus excelsior (Alno-Padion, Alnion incanae, Salicion albae).
La baza desemnării sitului se află mai multe specii protejate:
- păsări (9): rață pitică (Anas crecca), rață fluierătoare (Anas penelope), rață mare (Anas platyrhynchos), rață-cu-cap-castaniu (Aythya ferina), rața moțată (Aythya fuligula), fugaci de țărm (Calidris alpina), lebădă de iarnă (Cygnus cygnus), ploier auriu (Pluvialis apricaria), corcodel mare (Podiceps cristatus)
- mamifere (1): vidră de râu (Lutra lutra)

Pe lângă speciile protejate, pe teritoriul sitului au mai fost identificate 2 specii de plante, 1 specie de păsări, 1 specie de amfibieni, 2 specii de mamifere, 1 specie de pești.